# Rebecca Miller

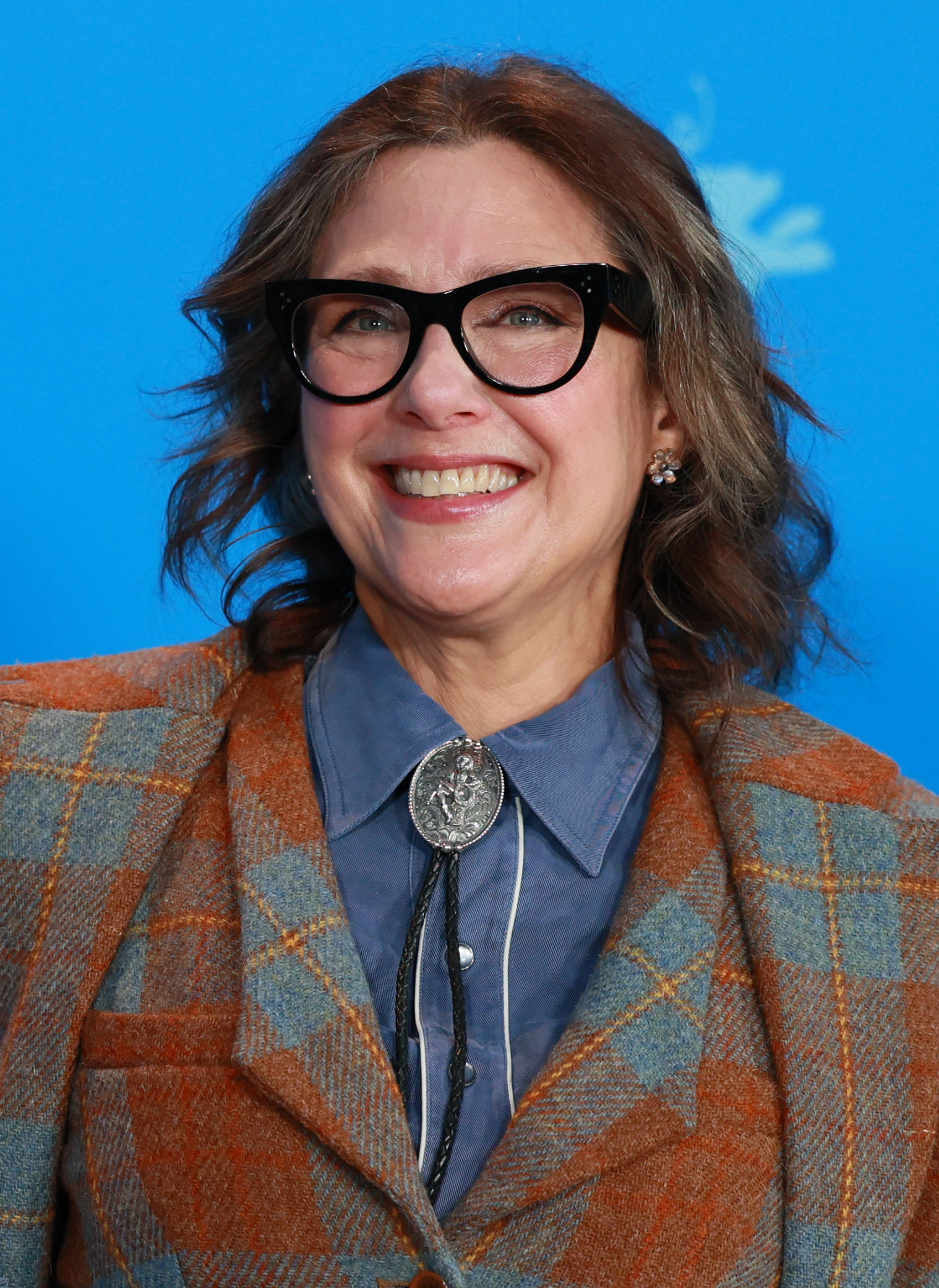
Rebecca Miller bei der Berlinale 2023

Rebecca Augusta Miller (* 15. September 1962 in Roxbury, Connecticut) ist eine US-amerikanische Regisseurin, Schauspielerin, Bildhauerin, Schriftstellerin und Malerin.

## Leben und Werk
Rebecca Miller ist die Tochter des Schriftstellers Arthur Miller und der Fotografin Inge Morath. Bevor sie Schauspielerin wurde, studierte sie Malerei an der Yale University. Anschließend daran erhielt sie 1984 ein Stipendium für das Künstlerhaus Villa Waldberta in Feldafing. Der Besuch einer Aufführung von Fellinis La Dolce Vita im Münchner Filmmuseum lenkte ihr Interesse auf das Filmemachen. Nach einem kleineren Auftritt in dem NBC-Film Der Fall Mary Phagan startete Miller ihre Filmkarriere in dem deutschen Film Georg Elser – Einer aus Deutschland.
Ihre Karriere als Filmemacherin startete sie 1990 mit dem Kurzfilm Florence sowie mit der Regie für das Theaterstück ihres Vaters Arthur Miller After the Fall in einem New Yorker Theater. Anfang der 1990er Jahre spielte sie an der Seite von Harrison Ford in In Sachen Henry sowie mit Kevin Spacey in Gewagtes Spiel und mit Cliff Robertson in Wind. Sie spielte noch in weiteren Filmen mit, wie Mrs. Parker und ihr lasterhafter Kreis, bevor sie nur noch als Schriftstellerin und Regisseurin tätig wurde.
Mit ihrem Erstlingswerk Als sie seine Schuhe sah, wusste sie, dass sie ihren Mann verlassen würde  (im englischen Original: Personal Velocity) wurde sie als Schriftstellerin auch international bekannt. Die Verfilmung dreier Erzählungen des Buches, bei der Rebecca Miller selbst Regie führte, gewann 2002 beim Sundance-Filmfestival den Großen Preis der Jury. Auf der Berlinale 2005 wurde ihr Film The Ballad of Jack and Rose gezeigt. Im selben Jahr erschien Mitte September in den USA John Maddens Film Der Beweis – Liebe zwischen Genie und Wahnsinn, der auf dem gleichnamigen preisgekrönten Theaterstück von David Auburn basiert. Rebecca Miller adaptierte den komplexen Stoff gemeinsam mit Auburn für die Kinoleinwand.
2008 wurde ihr Roman The Private Lives of Pippa Lee bei Canongate veröffentlicht. Die deutsche Ausgabe in einer Übersetzung von Reinhild Böhnke erschien im Juli 2008 im Fischer Verlag mit dem Titel Pippa Lee. 2009 hatte ihr gleichnamiger Film im Wettbewerb der Berlinale 2009 Weltpremiere. Sechs Jahre später inszenierte Miller den Spielfilm Maggies Plan (2015) mit Greta Gerwig in der Titelrolle, der ebenfalls auf der Berlinale gezeigt wurde. Im Jahr 2023 wurde ihre mehrere Generationen betreffende romantische Komödie She Came to Me als Eröffnungsfilm der 73. Berlinale ausgewählt.
Rebecca Miller ist seit 1996 mit dem britischen Schauspieler Daniel Day-Lewis verheiratet, mit dem sie zwei Söhne hat.

## Werke
- Total: Stories. Farrar, Straus and Giroux, New York 2022, ISBN 978-0-374-29911-8.
- Jacob’s Folly, a Novel. Farrar, Straus & Giroux, New York City 2013, ISBN 978-0-374-17854-3.
  - deutsch von Reinhild Böhnke: Jacobs wundersame Wiederkehr. Fischer, Frankfurt am Main 2015, ISBN 978-3-10-049021-6.
- The private lives of Pippa Lee. Farrar, Straus and Giroux, New York 2008, ISBN 978-0-374-23742-4.
  - Pippa Lee. Roman. Fischer-Taschenbuch-Verlag, Frankfurt am Main 2009, ISBN 978-3-596-18065-3.
- Personal Velocity. Grove Press, New York 2001, ISBN 0-8021-1699-X.
  - Als sie seine Schuhe sah, wusste sie, dass sie ihren Mann verlassen würde. Manhattan Verlag, 2002, ISBN 3-442-54541-2.
- A Woman Who. Drawings. Bloomsbury Publishing, New York 2003, ISBN 1-58234-353-5.

## Filmografie

### Regie
- 1995: Angela
- 2002: Personal Velocity: Three Portraits
- 2005: The Ballad of Jack and Rose (The Ballad of Jack and Rose)
- 2009: Pippa Lee (The Private Lives of Pippa Lee)
- 2015: Maggies Plan (Maggie’s Plan)
- 2023: She Came to Me

### Drehbuch
- 1995: Angela
- 2002: Personal Velocity: Three Portraits
- 2005: Der Beweis – Liebe zwischen Genie und Wahnsinn (Proof)
- 2005: The Ballad of Jack and Rose (The Ballad of Jack and Rose)
- 2009: Pippa Lee (The Private Lives of Pippa Lee)
- 2023: She Came to Me

### Schauspiel
- 1988: Der Fall Mary Phagan (The Murder of Mary Phagan, Miniserie)
- 1989: Georg Elser – Einer aus Deutschland
- 1991: In Sachen Henry (Regarding Henry)
- 1992: Wind
- 1992: Gewagtes Spiel (Consenting Adults)
- 1993: The Pickle
- 1993: The American Clock (TV)
- 1994: Mrs. Parker und ihr lasterhafter Kreis (Mrs. Parker and the Vicious Circle)
- 1994: Perfect Love Affair (Love Affair)

### Produktion
- 2015: Maggies Plan (Maggie’s Plan)
- 2017: Saturday Church
- 2017: Arthur Miller: Writer (Dokumentarfilm)